# Manuel Rivadeneyra
Manuel Rivadeneyra   (Barcelona, 9 d'octubre de 1805 - Madrid, 31 de març de 1872) va ser un impressor i editor català.
Va viatjar durant anys per diversos països d'Europa on va aprendre les tècniques tipogràfiques i el 1830 va fundar amb Antonio Bergnes de las Casas la imprempta Rivadeneyra-Bergnes a Barcelona. Van editar, entre d'altres, el prestigiós diari “El Vapor” (1835). El 1837 s'instal·la a Santiago de Xile on va fundar una altra impremta que publicà “El Araucano” i comprà a Valparaíso el diari i la impremta de “El Mercurio”, que millorà substancialment.
El 1843 tornà a Barcelona per publicar la Biblioteca de Autores Españoles amb el suport econòmic estatal i dirigida per Bonaventura Carles Aribau. Arribà a publicar 71 volums, el darrer el 1880, vuit anys després de la mort del seu fundador. El 1863 imprimí una notable edició del El Quixot a Argamasilla del Alba, a la casa on Cervantes havia estat empresonat. Va ser un dels primers impressors i editors en el sentit modern del terme.